# Училище почитания сокровенного
«Училище почитания сокровенного» (кит. 崇玄學, кит. упр. 崇玄学, пиньинь Сһо́ng xuánxué, палл. Чун сюань сюэ) — возникшее в 741 году в Китае во время империи Тан (618—907, кит. 唐朝) учебное заведение, в котором изучались тексты древнего даосизма и которое занималось подготовкой государственных чиновников.

## История возникновения «Чун сюань сюэ»

### Причины и предпосылки возникновения
Во время империи Тан особое отношение императорской власти к традиции даосизма связывалось с родовой легендой рода Ли 李, ставшего в 618 году правящим домом и объявившего себя потомком святого Лао-цзы. С эпохи Шести династий (220—589) разные школы даосской религии использовали образ обожествлённого Лао-цзы. Постепенно даосские священнослужители включались в придворную жизнь. Представители императорской власти интересовались местами почитания Лао-цзы и выступали за создание новых мест жертвоприношений. В годы правления императора Сюань-цзуна 玄宗 (712—755) была проведена масштабная ритуальная реформа.
В 740 году был издан указ Сюань-цзуна об основании поминальных храмов «Высочайшего Сокровенного Изначального Августейшего Владыки» (Тай-шан сюань юань хуан-ди мяо 太上玄元皇帝廟) в Чанъане и Лояне и учреждении новой организации «Чун сюань сюэ».
В 741 году вышел новый указ Сюань-цзуна о создании аналогичных учебных заведений в каждой области империи и при региональных храмах.
В 743 году столичные храмы получили особые наименования: лоянский — «Дворец Великой Утончённости» (Тай вэй гун 太微宮), чанъаньский — «Дворец Великой Чистоты» (Тай цин гун 太清宮). Провинциальные храмы предков получили названия «Дворцов Пурпурного Предела» (Цзы цзи гун 紫極宮). В чанъаньском храме содержались статуи Лао-цзы, самого Сюань-цзуна, Конфуция, министров Чэнь Силе и Ян Гочжуна, а также четырёх «истинных людей»: Чжуан-цзы, Вэнь-цзы, Ле-цзы и Гэнсан-цзы.

### Цель и задачи создания
Целью создания «Чун сюань сюэ» было формирование чиновничьего корпуса из лиц, компетентных в даосских канонах и предназначенных для совершения ритуалов в храмах предка династии.
Можно выделить следующие задачи создания данного учебного заведения:
а) восстановление нарушенного миропорядка,
б) разработка официального комплекса ритуалов и жертвоприношений,
в) укрепление культа предков основателя династии,
г) создание многочисленной и повсеместно представленной группы служилых людей, поддерживающих культ предков династии и знакомых с интеллектуальным наследием древнего даосизма.

## Программа учреждения

### Экзаменационная система и её реформа
Отбор лиц, компетентных в даосских канонах и предназначенных для совершения ритуалов, осуществлялся на основе экзаменационной системы, именуемой дао цзюй 道舉. Подготовка чиновников занимала три года. В 742 году они впервые были задействованы в совершении ритуалов. В связи с намерением Сюань-цзуна увеличить число служилых людей, закончивших «Институты почитания сокровенного», была проведена преподавательская и экзаменационная реформа.
В 743 году была проведена реорганизация, в результате которой руководителей новых учреждений уравняли с руководителями существующих организаций: преподавателей столичных училищ из «эрудитов почитания сокровенного» (чун сюань боши 崇玄博士) переименовали в «учительствующих мужей» (сюэ ши 學士) и приравняли к преподавателям «Управления княжественных сыновей» (Го цзы цзянь 國子監); глав училищ переименовали в «старших учительствующих мужей» (да сюэ ши 大學士) и приравняли к высшим министрам; столичные учебные центры переименовали в «Институты почитания сокровенного» (Чунсюань гуань 崇玄館).
В 743 и в 748 годах внесли изменения в процесс проведения экзаменов:
а) 743 г. — облегчение экзаменационной процедуры (уменьшение количества правильных ответов, необходимых для прохождения экзамена) и сокращение времени прохождения обучения;
б) 748 г. — смягчение требований по допуску к прохождению экзаменов (теперь разрешение можно было получить прямо от начальника области);
в) 748 г. — уменьшение количества вопросов для выпускников на отборочных экзаменах.

### Базовые тексты
В «Чун сюань сюэ» изначально изучались четыре текста: а) Дао дэ цзин; б) Чжуан-цзы; в) Вэнь-цзы; г) Ле-цзы.
В 742 году добавился текст Гэнсан-цзы 庚桑子, скомпилированный Ван Ши-юанем 王士元 в середине 742 года. Другие его названия — Кансан-цзы 亢桑子 и Канцан-цзы 亢倉子. Текст приписывался Гэнсан Чу 庚桑楚 и был скомпилирован из фрагментов Чжуан-цзы, Ле-цзы и Чуньцю.
В 754 году Дао дэ цзин был изъят из списка и заменён на И цзин.
Впоследствии четырём текстам с целью выделить их из ряда других были даны особые названия, которые, согласно"Старой истории Тан", соответствовали титулам «истинных людей»: «Истинный канон Южного Цветения» (Наньхуа чжэньцзин 南華真經), «Истинный канон проникновения в сокровенное» (Тунсюань чжэньцзин 通玄真經), «Истинный канон направленности к пустоте» (Чунсюй чжэньцзин 沖虛真經) и «Истинный канон пронзания пустоты» (Дунсюй чжэньцзин 洞虛真經).
В 675 и 678 году император Гао-цзун включил тексты Чжуан-цзы и Дао дэ цзин в состав текстов, необходимых для прохождения государственных экзаменов.

## Перевод
Название организации «Чун сюань сюэ» переводят по-разному. Тимоти Барретт переводит её как «Коллегия даосских исследований» (College of Taoist Studies). Чарльз Бенн предлагает вариант «Школы, возвышающие даосское обучение» (Schools Exalting Taoist Learning). В. М. Рыбаков предлагает вариант «Отдел почитания горних сил». А. Д. Зельницкий использует перевод «Училище почитания сокровенного».
«Даосское» в «Чун сюань сюэ»: «Чун сюань сюэ» было основано при храме, посвящённом Лао-цзы, в этой организации изучался Дао дэ цзин, связанный с даосской религиозной традицией. В остальных текстах, входивших в программу, религиозно-ритуального содержания не было. Люди, проходившие обучение в «Чун сюань сюэ», не были связаны с даосской религиозной традицией, их не называли даосами. Поэтому «Чун сюань сюэ» нельзя назвать «даосским» учебным заведением.